# Spaanse griep
De Spaanse griep was een grieppandemie in de jaren 1918-1920. Deze wereldwijde epidemie eiste naar schatting 17 tot mogelijk 100 miljoen levens, een aantal dat het totale dodental van de Eerste Wereldoorlog (16 miljoen) overtreft. Het virus dat de Spaanse griep veroorzaakte was van het type H1N1. In Nederland stierven 38.000 mensen, in België schat men het aantal tussen 30.000 en 80.000 dodelijke slachtoffers. In 14 West-Europese landen was de geschatte oversterfte door de griep ongeveer twee miljoen op een bevolking van 180 miljoen. Dat is 1,1 procent van de totale populatie.
De Spaanse griep begon met hoge koorts, hoesten, spierpijn en keelpijn, gevolgd door extreme moeheid en flauwten. Men verloor zoveel energie dat men niet meer kon eten en drinken. De ademhaling werd steeds moeilijker en binnen enkele dagen trad de dood in. De Spaanse griep had de opmerkelijke eigenschap om jonge volwassenen te treffen. Dit in tegenstelling tot gangbare griepepidemieën, waarbij met name kinderen en bejaarden de ziekte krijgen en laatstgenoemden de grootste risico’s lopen. Na de Spaanse griep leidde postvirale vermoeidheid tot grote problemen.

## Geschiedenis

### Naamgeving
De term Spaansche griep werd in Nederland voor het eerst gebruikt in juli 1918, in navolging van berichten uit het Verenigd Koninkrijk. Ondanks de naam ligt de oorsprong van deze ziekte naar alle waarschijnlijkheid niet in Spanje. De oorsprong van de pandemie is onbekend. De Verenigde Staten, Frankrijk, het Verenigd Koninkrijk en China, alsook andere landen worden in verscheidene studies als mogelijk land van origine genoemd.

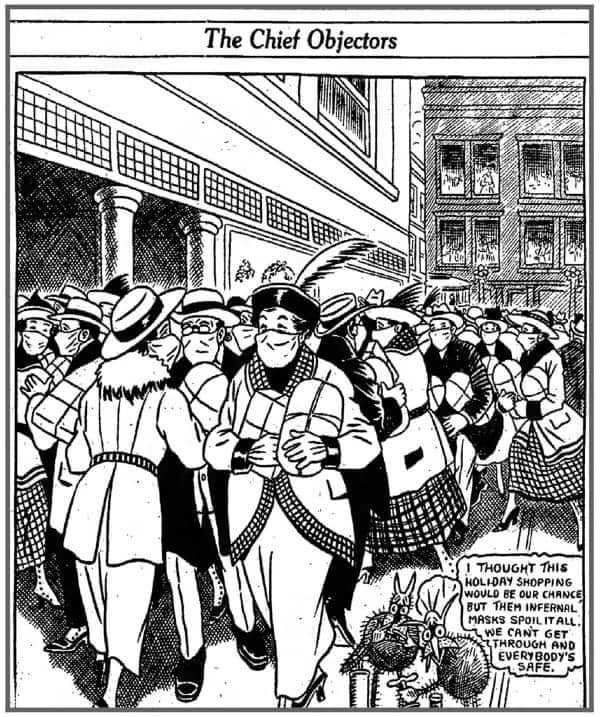
Amerikaanse cartoon toont winkelend publiek dat beschermende maskers draagt tijdens de Spaanse grieppandemie, 1918

De pandemische griep die begon in 1918 was de grootste pandemie van de 20e eeuw. Het wereldnieuws werd echter gedomineerd door de oorlog. Het internationale wetenschappelijke debat in Europa begon met publicaties in het Deutsche Medizinische Wochenschrift in juli 1918. De zoektocht naar de infectieuze agens die griep veroorzaakte zou pas in 1930 beëindigd worden. Historische publicaties en aanvullend later onderzoek wijzen op de prominente rol die bacteriële co-infecties hadden bij de hoge aantallen complicaties en sterfgevallen als gevolg van de Spaanse griep.
Een van de theorieën over het ontstaan situeert het begin van de Spaanse griep in Haskell County (Kansas). Hier brak in januari 1918 een griepepidemie uit die niet ouderen en kinderen trof, maar jongvolwassenen. In februari viel een aantal doden. Een plaatselijke arts stuurde een beschrijving naar de US Public Health Service's Academic Journal, die haar op 5 april publiceerde. De epidemie was eind februari weer even plotseling verdwenen als ze was gekomen. Voor militaire dienst opgeroepen jongemannen uit de streek hadden zich gemeld bij Camp Funston op Fort Riley. Daar brak toen de ziekte uit, als eerste bij een legerkok op 4 maart. Troepentransporten naar Europa zorgden voor verdere verspreiding.
Het werd Spaanse griep genoemd, omdat kranten in Spanje, een neutraal land in de Eerste Wereldoorlog, er het eerst over berichtten. In Spanje, waar geen oorlogscensuur bij de media heerste, sloegen de kranten groot alarm toen verschillende mensen aan het virus stierven. De dood trad in na enkele dagen van koortsaanvallen die aan griep deden denken. Zo kreeg het virus zijn nogal misleidende naam.

### Verspreiding
In augustus 1918 had de helft van de 2 miljoen Amerikaanse soldaten in Europa de ziekte: 43.000 man overleefden het niet. Dit is bijna de helft van het aantal Amerikaanse militairen dat in Europa stierf; aan het front vielen ruim 50.000 man. De ziekte sloeg snel over naar andere legerkorpsen, ook de Duitse.
Toen overwinnaars en verslagenen naar huis terugkeerden verspreidde het virus zich over de wereld. In de Verenigde Staten stierven op een bevolking van naar schatting 103 miljoen 675.000 mensen, in Frankrijk met 39 miljoen inwoners 200.000, in Engeland (43 miljoen inwoners) 200.000, in België (acht miljoen inwoners) vielen naar schatting 30.000 à 80.000 griepslachtoffers, in Nederland stierven meer dan 38.000 van de zeven miljoen inwoners. Al bij al lijkt het erop dat een derde van de toenmalige wereldbevolking besmet raakte, in totaal een half miljard mensen van de geschatte 1,8 miljard. De meest voorzichtige schattingen komen op 20 tot 40 miljoen doden. Australië heeft de ziekte door het instellen van een strikte maritieme quarantaine aanvankelijk buiten weten te houden, maar in 1919 brak de ziekte toch ook daar uit. Ondanks de tegen verspreiding genomen maatregelen werd 40% van de bevolking ziek. Vijftienduizend van de vijf miljoen inwoners stierven. Het virus was buiten dat land toen al tot een mildere vorm geëvolueerd en bijna iedereen was immuun geworden. Dit betekende het einde van de Spaanse grieppandemie.

### Nederland

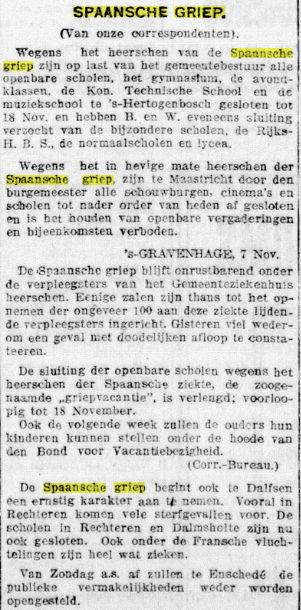
Spaanse griep in Nederland

Het officiële aantal slachtoffers van de griep in Nederland in 1918 was 17.396, in 1919 was dat 1550 en in 1920 lag het op 2454. Volgens het CBS zijn in Nederland zo'n 38.000 personen aan de griep en bijkomende complicaties zoals longontsteking gestorven, bijna vier per 1000 inwoners. Het sterftecijfer schoot in 1918 omhoog van 13,12 in 1917 naar 17,10 per 1000 inwoners. Verhoudingsgewijs vielen de meeste griepslachtoffers in de provincie Drenthe 67,92 per 10.000, bijna 2,5 maal zo hoog als het gehele land. Ook de oostelijke mijnstreek, met name Heerlen, werd hard getroffen. De oorzaak daarvan was mogelijk dat de griep over de oostgrens het land binnenkwam. Militaire kazernes bleken beruchte besmettingshaarden.

### Nederlands-Indië
In de kolonie Nederlands-Indië eiste de Spaanse griep veel slachtoffers. Daar vielen alleen al in november 1918 486.000 doden, terwijl het sterftecijfer in heel 1917 70.000 bedroeg. De krant Het Volk meldde op 20 december 1918 dat er alleen al op Java een miljoen personen zou zijn overleden. In Nederlands-Indië vielen in totaal 1,5 miljoen slachtoffers te betreuren op een geschatte bevolking van 52 miljoen inwoners. Indonesisch onderzoek uit 2012 op basis van volkstellingen komt uit op een beduidend hogere schatting; een verlies van bevolkingsgroei van meer dan vier miljoen mensen op het eiland Java alleen.

### Andere landen
In koloniaal India stierven 12 tot 13 miljoen mensen op een totale bevolking van ongeveer 300 miljoen. De Spaanse griep werd Bombay Fever genoemd.
In Japan stierven 450.000 mensen. Japan had 57 miljoen inwoners.
De oversterfte in Spanje wordt berekend op 400.000 op 21 miljoen mensen, Duitsland 400.000 op 62 miljoen, Italië 550.000 op 36 miljoen, koninkrijk Portugal 130.000 op 6 miljoen. In Keizerrijk Oostenrijk wordt de sterfte aan de Spaanse griep berekend op 250.000 doden op 51 miljoen inwoners.
In Rusland woedde tussen 1914 en 1922 een burgeroorlog die naar schatting 18 miljoen van de 150 miljoen inwoners het leven kostte door oorlogsgeweld, honger en epidemieën zoals cholera, vlektyfus en Spaanse griep. Het precieze aantal dat aan de laatst genoemde ziekte stierf is niet bekend.
In China (400 miljoen inwoners) was de Spaanse griep veelvuldig aanwezig maar beduidend minder dodelijk, in Shanghai werden minder dan 1000, en in de Britse kroonkolonie Hongkong minder dan 1500 doden gerapporteerd.
Zuid-Afrika kende een sterftecijfer van 300.000 op zeven miljoen inwoners. In Iran viel een hongersnood samen met de pandemie, dit kostte naar schatting zo'n 1,9 miljoen, 10% van de bevolking, het leven.
In Newfoundland vielen er 700 doden, voornamelijk in de dunbevolkte noordelijke regio Labrador. De ziekte was rampzalig voor de inheemse Inuit. Naar schatting 400 van hen kwamen om het leven, ofwel bijna een derde van alle Labradorse Inuit.

## Risicogroep
Opvallend bij de Spaanse griep was de groep mensen waarin de mortaliteit het hoogst was. De gangbare risicogroepen bij de jaarlijkse 'gewone' griepgolven zijn bejaarden en jonge kinderen met een hartafwijking. Van deze groepen vormen bejaarden verreweg de grootste risicogroep, met het hoogste sterftecijfer. Kinderen tot en met vier jaar hebben over het algemeen nog antilichamen (immuniteit) meegekregen van de moeder, voornamelijk door borstvoeding. De Spaanse griep had de hoogste mortaliteit echter in de leeftijdsgroep 14- tot 21-jarigen. Na onderzoek van de longen van personen die aan de Spaanse griep zijn gestorven en in Alaska zijn begraven, is het virus nagemaakt. Hieruit bleek dat de griep vooral mensen in de leeftijdsgroep 20 tot 40 jaar trof, die normaliter het sterkste immuunsysteem hebben. Het kan daarom zijn, dat de sterfte veroorzaakt wordt door een te sterke reactie van het immuunsysteem (cytokinestorm).
Amerikaans onderzoek wijst op het vaker uitbreken van de ziekte bij lijders aan de toen vaak voorkomende ziekte tuberculose. Tuberculose is een ziekte van volwassenen en geen ouderdomsziekte. Dit zou een verklaring kunnen zijn voor het hoge sterftecijfer onder volwassenen.

## Oorsprong
Er bestaan ten minste drie hypothesen over de oorsprong van het virus.
Sommige onderzoekers nemen aan dat de oorzaak van de griep een gemuteerd varkensvirus uit China was, dat misschien via Chinese spoorwegarbeiders in de VS belandde.
Een tweede hypothese is dat een vogelvirus spontaan muteerde in Fort Riley, Kansas. In dit fort fokte men kippen en varkens voor eigen gebruik. Een kok zou besmet kunnen zijn geraakt met het virus, dat vanuit de kippen via de varkens dus bij de mens aankwam. Door mutatie was het virus in staat om besmetting van mens tot mens tot stand te brengen.
Volgens een derde hypothese zou deze griep mogelijk voor het eerst zijn waargenomen in een Brits legerhospitaal in het Noord-Franse Étaples, waar artsen vanaf eind 1916 een uitbraak van 'etterige bronchitis' constateerden. Vrijwel tegelijkertijd werden deze verschijnselen ook gesignaleerd bij een legeronderdeel in het Zuid-Engelse Aldershot.
In september 2005 zijn microbiologen van het US Armed Forces Institute for Pathology erin geslaagd om het virus na te maken. Het onderzoek was gebaseerd op viraal RNA uit de long van een soldaat die in 1918 was gestorven. De eiwitmantel van het virus had een structuur met als type H1N1.

## Impact

### Economisch
De Spaanse griep maakte dat in de Verenigde Staten veel bedrijven in de ontspannings- en dienstensector verlies leden, terwijl in de gezondheidszorg extra winsten werden gemaakt. Historicus Nancy Bristow stelt dat de pandemie, samen met het stijgend aantal vrouwen dat hoger onderwijs volgde, bijdroeg aan het imago van vrouwen in de verpleging. Deels was dit volgens haar het gevolg van het feit dat de artsen, overwegend mannen, bij het inperken en voorkomen van de ziekte faalden. Verplegend personeel, voornamelijk vrouwen, werden gewaardeerd vanwege de zorg voor de patiënten. Aan het feit dat het verplegen ook risico's van verspreiding van de ziekte met zich meebracht werd weinig aandacht geschonken.
Een studie uit 2020 toonde aan dat steden uit de VS die op tijd uitgebreide maatregelen invoerden (quarantaine enz.) hierdoor geen economisch nadeel ondervonden, vergeleken met steden die de maatregelen later of helemaal niet invoerden.

### Cultureel

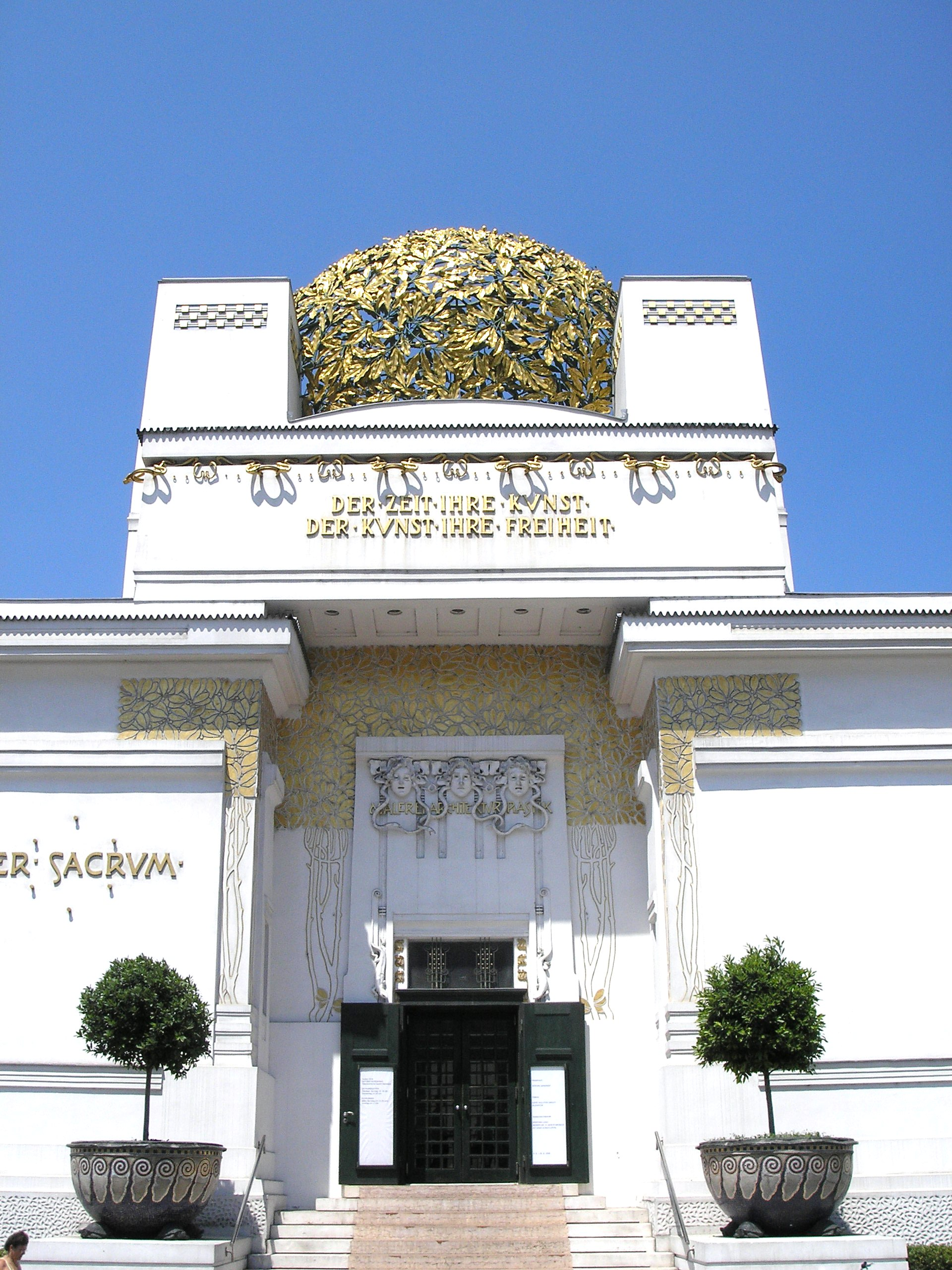
Architecturaal voorbeeld van Weense Secessie uit 1898

De Spaanse griep drong niet ver door in de kunstwereld. Na de gruweldaden van de Eerste Wereldoorlog wilde men weer terug naar het normale leven en niet geconfronteerd worden met dood en verderf. Er werden voornamelijk strips voor in de kranten gemaakt, die als doel hadden een bewustzijn te creëren over de gevolgen van de Spaanse griep. Ook werden er humoristische strips gemaakt als lichtpuntje in donkere tijden.

#### Kunst
Prominente personen uit de kunstwereld zijn overleden aan de Spaanse griep. De beeldend kunstenaars Gustav Klimt en Egon Schiele zijn er beide aan gestorven. Schiele tekende een zichtbaar afgepeigerde Klimt op zijn sterfbed. De later ziek geworden Schiele en zijn zwangere vrouw overleden drie dagen na elkaar. Voor zijn dood was hij bezig met het schilderij De Familie, dat nog altijd onvoltooid is. Afgebeeld is het echtpaar inclusief hun ongeboren kind. Het sterven van Klimt en Schiele zorgde voor een abrupt einde aan de Weense secessie, een plaatselijke variant van de jugendstil. Ook de Franse dichter, kunstcriticus en kubist Guillaume Apollinaire stierf aan de griep.
Edvard Munch was een van de weinige kunstenaars die aan de Spaanse griep leed en daarover heeft geschilderd. Hij was een gezonde 56-jarige man, overleefde de aandoening en was geïnspireerd om de effecten die hij had ervaren af te beelden. Dit deed hij in twee zelfportretten. In het zelfportret Zelfportret na de Spaanse griep uit 1918 beeldt hij zichzelf af als een zieke en zwakke man in zijn kamer. Hij ontmoet de blik van de kijker, zittend in een donker gewaad met dunnend haar en een bleek gezicht. De neus, oren en mond zijn nog maar net zichtbaar. Deze zelfportretten behoren tot zijn laatste werken.

#### Design

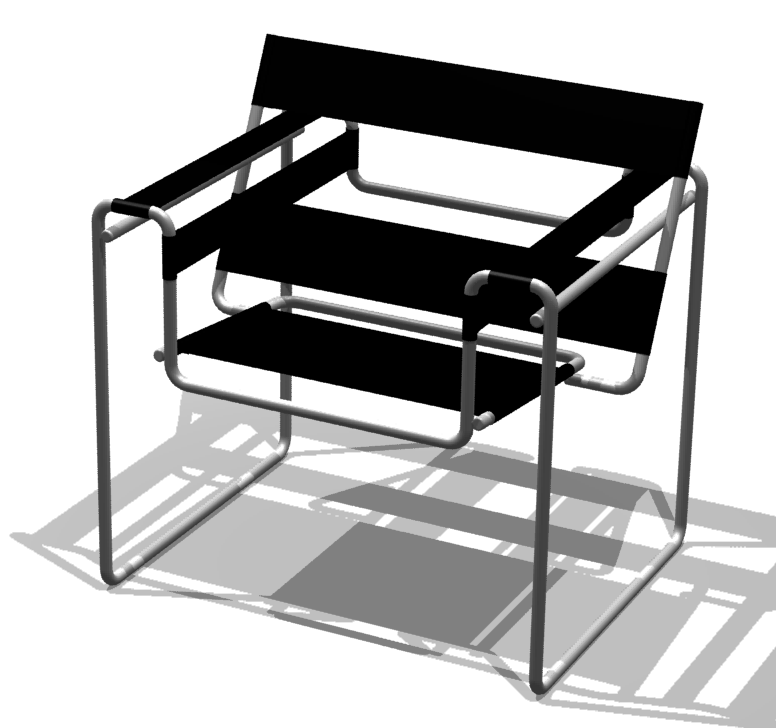
Voorbeeld Bauhaus, zetel ontworpen door Breuer in 1925

De kunstenaars Marcel Breuer en Paul Klee, aanhangers van het Bauhaus hadden in hun tijd te maken met de Spaanse griep. Zo ontwierp Breuer designs die toekomstige uitbraken zouden moeten tegengaan. Er was behoefte aan meubels die makkelijk schoon te maken waren. Hiervoor werden materialen zoals hout en staal gebruikt, in plaats van stof. Paul Klee is een van de personen die besmet raakten met het virus en het overleefden. Hij schreef in zijn dagboek: I have clearly had influenza; the day before yesterday I had a fever and cough. But after a delirious night I was back to good health. It obviously wanted to break out but was not able to do so.

## Varia
- De Spaanse griep is ook wel "de moeder van alle pandemieën" genoemd.
- In Duitsland werd de ziekte aanvankelijk de Vlaamse griep genoemd.
- In de roman Frank van Wezels roemruchte jaren van A.M. de Jong over de mobilisatie van het Nederlandse leger tussen 1914-1918, werd door de hoofdpersoon de Spaanse griep bestreden met de alcoholhoudende drank jenever.
- Beroemdheden die stierven aan de ziekte, waren onder anderen Max Weber, Gustav Klimt, Egon Schiele en Guillaume Apollinaire.